# 2013年東亞運動會網球比賽
2013年東亞運動會網球比賽是從2013年10月5日至10月14日期間，在天津天津國際網球中心所舉行的賽事。

## 獎牌榜
| 排名 | 国家／地区 | 金牌 | 银牌 | 铜牌 | 總數 |
| ---- | ---------- | ---- | ---- | ---- | ---- |
| 1    | 中华台北   | 5    | 5    | 2    | 12   |
| 2    | 中国       | 1    | 1    | 2    | 4    |
| 3    | 日本       | 1    | 0    | 3    | 4    |
| 4    | 韩国       | 0    | 1    | 5    | 6    |
| 總計 | 總計       | 7    | 7    | 12   | 26   |

## 獲勝者
| 項目              | 金牌                                         | 金牌                                         | 银牌                                         | 银牌                                         | 铜牌                                           | 铜牌                                           |
| 男子單打 （詳細） | 片山翔（日本）                               | 片山翔（日本）                               | 黃亮祺（中华台北）                           | 黃亮祺（中华台北）                           | 彭賢尹（中华台北）                             | 南姬宋（韩国）                                 |
| 女子單打 （詳細） | 王雅繁（中国）                               | 王雅繁（中国）                               | 詹謹瑋（中华台北）                           | 詹謹瑋（中华台北）                           | 李亞軒（中华台北）                             | 柳美（韩国）                                   |
| 男子雙打 （詳細） | 中华台北 · 李欣翰 · 彭賢尹                   | 中华台北 · 李欣翰 · 彭賢尹                   | 中华台北 · 黃亮祺 · 楊宗樺                   | 中华台北 · 黃亮祺 · 楊宗樺                   | 日本 · 片山翔 · 田川翔太                       | 中国 · 冯贺 · 吕阳                             |
| 女子雙打 （詳細） | 中华台北 · 詹皓晴 · 詹詠然                   | 中华台北 · 詹皓晴 · 詹詠然                   | 中华台北 · 詹謹瑋 · 李亞軒                   | 中华台北 · 詹謹瑋 · 李亞軒                   | 韩国 · 姜希京 · 柳美                           | 中国 · 刘畅 · 杨钊煊                           |
| 混合雙打 （詳細） | 中华台北 · 詹皓晴 · 李欣翰                   | 中华台北 · 詹皓晴 · 李欣翰                   | 中华台北 · 詹詠然 · 楊宗樺                   | 中华台北 · 詹詠然 · 楊宗樺                   | 韩国 · 姜希京 · 南姬宋                         | 日本 · 仁木拓人 · 渡邉廣乃                     |
| 男子團體 （詳細） | 中华台北 · 黃亮祺 · 李欣翰 · 彭賢尹 · 楊宗樺 | 中华台北 · 黃亮祺 · 李欣翰 · 彭賢尹 · 楊宗樺 | 韩国 · 鄭石英 · LIM Ji Sup · 南軍雄 · 南姬宋 | 韩国 · 鄭石英 · LIM Ji Sup · 南軍雄 · 南姬宋 | 日本 · 片山翔 · 仁木拓人 · 志賀正人 · 田川翔太 | 日本 · 片山翔 · 仁木拓人 · 志賀正人 · 田川翔太 |
| 女子團體 （詳細） | 中华台北 · 詹謹瑋 · 詹皓晴 · 詹詠然 · 李亞軒 | 中华台北 · 詹謹瑋 · 詹皓晴 · 詹詠然 · 李亞軒 | 中国 · 劉方舟 · 王雅芳 · 楊釗煊 · 張宇璇     | 中国 · 劉方舟 · 王雅芳 · 楊釗煊 · 張宇璇     | 韩国 · 韓孫荷 · 姜希京 · 李素羅 · 柳美         | 韩国 · 韓孫荷 · 姜希京 · 李素羅 · 柳美         |

## 外部連結
- 東亞運動會網球競賽日程表